# شاهزاده طلایی

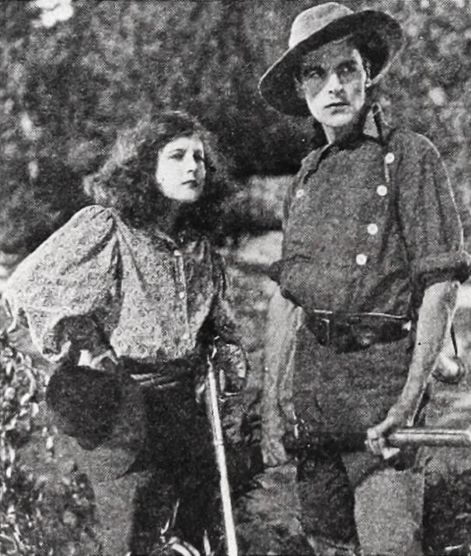
فیلم شاهزاده طلایی (۱۹۲۵)

شاهزاده طلایی (انگلیسی: The Golden Princess) فیلمی در ژانر وسترن به کارگردانی کلارنس جی. بدجر است که در سال ۱۹۲۵ منتشر شد. از بازیگران آن می‌توان به بتی برانسون اشاره کرد.